# Jeff Toyne
Jeffrey William Toyne (* 7. Januar 1975 in Sault Ste. Marie, Ontario, Kanada) ist ein kanadischer Komponist.

## Leben
Jeff Toyne studierte Komposition an der University of Western Ontario und absolvierte die Meisterklasse, ebenfalls in Komposition an der University of British Columbia. Anschließend zog er nach Los Angeles, wo er sich am Henry Mancini Institute weiterbildete. Dabei mit musizierte er mit Komponisten wie Jerry Goldsmith, Manny Albam, Michael Abene, Bob Florence, Jim McNeely, Alf Clausen und Horace Silver, wobei er sein musikalisches Spektrum um Jazz, Blues und Popmusik erweiterte. Nach einem weiteren einjährigen Studium an der University of Southern California, welches er 2001 beendete, begann er anschließend für den Komponisten Ed Shearmur zu arbeiten.
Bereits 1998 debütierte Toyne mit Maxwell’s Demon als Komponist für einen Langspielfilm. Seitdem war er vor allen Dingen für die Musik von Fernsehfilmen wie Wer ist Clark Rockefeller? und Magic Beyond Words – Die zauberhafte Geschichte der J. K. Rowling verantwortlich, wobei er für letzten für den kanadischen Fernsehpreis Gemini Award als bester Komponist eine Nominierung erhielt.

## Filmografie (Auswahl)
- 1998: Maxwell’s Demon
- 2009: Entführt! – Eine Frau kämpft um ihre Freiheit (Taken in Broad Daylight)
- seit 2010: Fürchte deinen Nächsten! (The Devil You Know, Fernsehserie)
- 2010: Wer ist Clark Rockefeller? (Who is Clark Rockefeller?)
- 2011: Alles erlaubt – Eine Woche ohne Regeln (Hall Pass)
- 2011: Freiwild – Zum Abschuss freigegeben (Blooded)
- 2011: Magic Beyond Words – Die zauberhafte Geschichte der J. K. Rowling (Magic Beyond Words: The J.K. Rowling Story)
- 2013–2017: Rogue (Fernsehserie, 50 Folgen)
- 2015: Der Sturm – Life on the Line (Life on the Line)